# Zuhdi Labib Terzi
Zuhdi Labib Terzi (20 de febrero de 1924-1 de marzo de 2006) fue un diplomático palestino se desempeñó como el primer representante de Palestina ante Organización de Naciones Unidas entre 1974 y 1991.

## Biografía

### Primeros años y educación
Hijo de padres ortodoxos de Jerusalén, asistió al colegio Terra Santa en Chipre, y se graduó con un grado en Derecho en 1948.

### Carrera
Fue el primer observador permanente de Palestina ante las Naciones Unidas, con rango de embajador, entre 1974 y 1991, representando a la Organización para la Liberación de Palestina (OLP). Allí combatió con éxito los intentos de los Estados Unidos de cerrar la misión diplomática. Con el apoyo de los Estados miembros, la Asamblea General de Naciones Unidas solicitó una opinión consultiva de la Corte Internacional de Justicia sobre si Estados Unidos tenía la obligación de arbitrar sobre la ONU en virtud del Acuerdo de Sede de 1947 entre la ONU y los Estados Unidos, manteniendo abierta la misión.
En 1985, el Departamento de Estado de los Estados Unidos rechazó a Terzi el derecho de entrar en territorio estadounidense para participar en un debate con el profesor de la Universidad de Harvard, Alan Dershowitz. Consecuentemente, la Escuela de Derecho Harvard entabló una demanda contra el Secretario de Estado George Shultz para permitir el ingreso de Terzi. El Tribunal de Distrito de los Estados Unidos para el Distrito de Massachusetts falló a favor de la universidad.
Fue nombrado Caballero de la Orden del Santo Sepulcro de Jerusalén.